# إكصور قيان
إكصور قيان (الاسم العلمي:Qianichthyosaurus) هو جنس منقرض من الإكصوريات من فترة الثلاثي المتأخر (الكارني). تم العثور على أحافيره في جنوب شرق الصين في تشكيل فالانج بالقرب من هوانغتوتانغ في مقاطعة قويتشو.